# Valeria Gnaróvskaya
Valeria Ósipovna Gnaróvskaya (en ruso: Вале́рия О́сиповна Гнаро́вская; 18 de octubre de 1923 – 23 de septiembre de 1943) fue una médica militar soviética que combatió en el 907.º Regimiento de Fusileros, integrado en el Frente de Stalingrado, durante la Segunda Guerra Mundial. El 23 de septiembre de 1943, cuando un tanque alemán atravesó la línea de defensa soviética donde estaba tratando a los soldados heridos, se arrojó debajo del tanque con una bolsa de granadas, matándose pero rechazando el contraataque alemán. Recibió póstumamente el título de Héroe de la Unión Soviética el 3 de junio de 1944.

## Biografía

### Infancia y juventud
Valeria Gnaróvskaya nació el 18 de octubre de 1923 en la pequeña localidad rural de Modolitsy en la Gobernación de San Petersburgo, en el seno de una familia rusa. Su padre era administrador de correos y su madre trabajaba como ama de llaves. En 1924 la familia se mudó a Bardovskoye, en el raión de Podporozhsky, donde asistió a la escuela primaria. Después de graduarse de la escuela secundaria, se unió al Komsomol y tenía la intención de ingresar a un instituto minero. Después del comienzo de la Segunda Guerra Mundial, su padre fue reclutado por el ejército en julio de 1941 y su madre se hizo cargo de la dirección de la oficina de correos.
En septiembre de 1941, al acercarse las tropas del Eje en la Operación Barbarroja colocó a Podporozhsky y otros distritos que rodean Leningrado en la primera línea del conflicto. Las mujeres de la familia Gnarovskaya, Valeria, su abuela, su madre y su hermana, fueron evacuadas a Omsk en Siberia y luego a la crecana localidad rural (seló) de Berdyuzhye, donde Valeria y su madre trabajaban en telecomunicaciones.
Después de enviar repetidas peticiones para que se les permitiera unirse a las filas del Ejército Rojo en el frente, Valeria y varios compañeras del Komsomol finalmente se presentaron en un puesto de reclutamiento el 10 de abril de 1942, se les permitió inscribirse en la 229.ª División de Fusileros y fueron enviadas a completar un breve curso de medicina.

### Segunda Guerra Mundial
En julio de 1942, la unidad fue enviada al frente de Stalingrado, donde evacuó a los soldados heridos del campo de batalla. Al enfrentarse a un intenso fuego enemigo, llevaba a los heridos a un lugar seguro y, a menudo, tenía que llevar un arma para protegerse en lugares cerrados. El 26 de julio, las fuerzas enemigas atravesaron la línea de defensa de la infantería soviética y cruzaron el río Chir, pero la unidad continuó luchando para evitar que el Eje llegara a una vía férrea. El 31 de julio, su unidad, con la 112.ª División de Fusileros, tanques y apoyo aéreo, inició una contraofensiva y obligó a los soldados del Eje a retirarse detrás del río Chir.
Durante más de dos semanas, su unidad participó en una intensa y prolongada batalla, en la que ella estaba de servicio médico y contrajo fiebre tifoidea. Los soldados la llevaron, apenas con vida, a un hospital y se la consideró desaparecida en acción. Después de recuperarse, fue enviada de regreso a la batalla en el Tercer Frente Ucraniano. Después de una intensa batalla entre el 15 y el 22 de agosto, después de llevar a treinta heridos a un lugar seguro, sufrió una conmoción cerebral grave, pero pronto regresó a la batalla. Después de la conmoción cerebral, escribió una carta a su madre en la que le decía que no podía escuchar bien después de la conmoción.
En una batalla cerca del río Seversky Donets, llevó a cuarenta y siete soldados y oficiales heridos y sus armas desde el campo de batalla y mató personalmente a veintiocho soldados alemanes en acción. A lo largo de su carrera salvó a unos 338 soldados heridos.
En su última batalla, que tuvo lugar el 23 de septiembre de 1943 cerca del pueblo de Gnarovsky, entonces llamado Ivanenka, como parte del 907.° Regimiento de Fusileros, rescató a los heridos del frente y los llevó a la tienda del hospital; ella también mató a cuarenta y siete soldados alemanes en acción. Cuando dos tanques Tiger I alemanes atravesaron las líneas defensivas soviéticas y se acercaron a la estación médica, al ver que se acercaban los tanques, Gnarovskaya cogió una bolsa de granadas, se arrojó con ellas debajo del tanque y las detonó, matándose y destruyendo uno de los tanques que se acercaban. Los soldados soviéticos lograron abrumar y destruir el segundo tanque y defendieron la estación médica. A costa de su vida, el ataque alemán fue rechazado y se completó la misión. Después de la batalla, los aldeanos encontraron los restos de su cuerpo y la enterraron. Un año después, sus restos fueron enterrados nuevamente con todos los honores militares. Por su heroísmo en la batalla, recibió póstumamente el título de Héroe de la Unión Soviética el 3 de junio de 1944 por Decreto del Presídium del Sóviet Supremo de la URSS, y el pueblo de Ivanenka donde murió pasó a llamarse Gnarovsky.

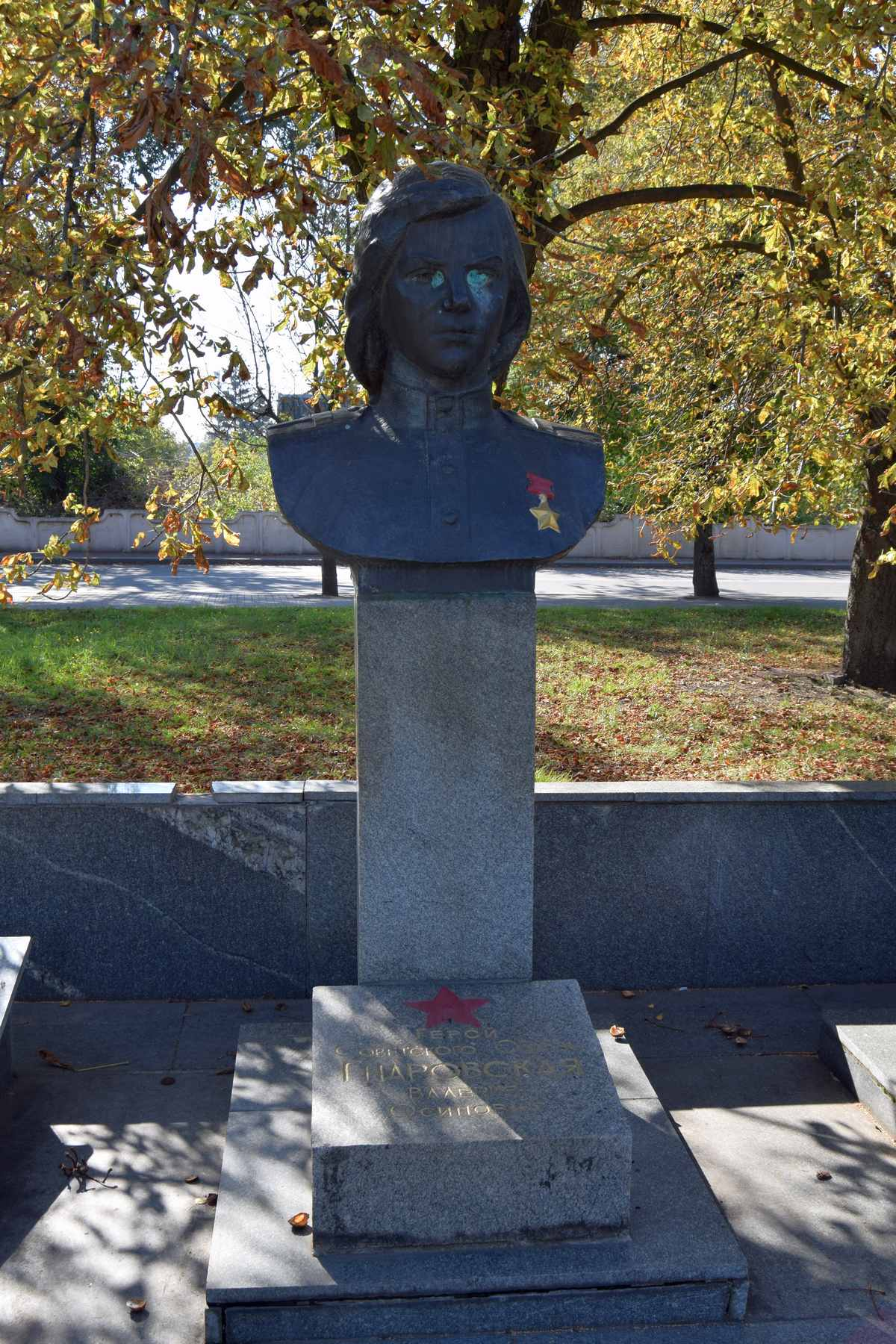
Monumento a Valeria Gnaróvskaya en Vilniansk (Ucrania)

## Condecoraciones
|  | Héroe de la Unión Soviética (3 de junio de 1944, póstumamente) |
|  | Orden de Lenin (3 de junio de 1944, póstumamente)              |
|  | Medalla al Valor (1942)                                        |

### Listas relacionadas
- Lista de Heroínas de la Unión Soviética